# Bisbat de Xuân Lôc
El bisbat de Xuân Lôc (vietnamita: Giáo phận Xuân Lôc; llatí: Dioecesis Xuanlocensis) és una seu de l'Església catòlica al Vietnam, sufragània de l'arquebisbat de Ciutat de Hô Chí Minh. Al 2017 tenia 976.317 batejats d'un total de 3.269.900 habitants. Actualment està regida pel bisbe John Đỗ Văn Ngân.

## Territori
La diòcesi comprèn la part meridional de la província vietnamita de Dong Nai.
La seu episcopal és la ciutat de Xuân Lôc, on es troba la catedral de Crist Rei.
El territori s'estén sobre 5.964 km² i està dividit en 260 parròquies.

## Història
La diòcesi Long va ser erigida el 14 d'octubre de 1965 mitjançant la butlla Dioecesium partitiones del papa Pau VI, prenent el territori de l'arxidiòcesi de Saigon (avui l'arquebisbat de Ciutat de Hô Chí Minh).
El 22 novembre 2005 cedí una porció del seu territori a benefici de l'erecció de la diòcesi de Bà Rịa.

## Cronologia episcopal
- Joseph Lê Van Ân † (14 d'octubre de 1965 - 17 de juny de 1974 mort)
- Dominique Nguyên van Lang † (1 de juliol de 1974 - 22 de febrer de 1988 mort)
- Paul Marie Nguyên Minh Nhât † (22 de febrer de 1988 - 30 de setembre de 2004 jubilat)
- Dominique Nguyên Chu Trinh (30 de setembre de 2004 - 7 de maig de 2016 jubilat)
- Joseph Đình Đúc Đao (7 de maig de 2016 - 16 de gener de 2021 jubilat)
- John Đỗ Văn Ngân, dal 16 de gener de 2021

## Estadístiques
A finals del 2017, la diòcesi tenia 976.317 batejats sobre una població de 3.269.900 persones, equivalent al 29,9% del total. La diòcesi té la proporció més elevada de fidels catòlics de totes les diòcesis del Vietnam.
| any  | població | població  | població | sacerdots | sacerdots       | sacerdots       | sacerdots             | diàques | religiosos | religiosos | parroquies |
| ---- | -------- | --------- | -------- | --------- | --------------- | --------------- | --------------------- | ------- | ---------- | ---------- | ---------- |
| any  | batejats | total     | %        | total     | clergat secular | clergat regular | batejats por sacerdot | diàques | homes      | dones      |            |
| 1970 | 272.646  | 796.701   | 34,2     | 158       | 134             | 24              | 1.725                 |         | 109        | 711        | 12         |
| 1979 | 500.000  | 1.340.000 | 37,3     | 323       | 265             | 58              | 1.547                 | 4       | 329        | 1.330      | 196        |
| 1993 | 762.065  | 2.650.000 | 28,8     | 276       | 221             | 55              | 2.761                 |         | 248        | 1.233      | 210        |
| 2000 | 882.750  | 2.874.686 | 30,7     | 277       | 222             | 55              | 3.186                 |         | 263        | 1.585      | 218        |
| 2001 | 908.636  | 2.902.404 | 31,3     | 301       | 237             | 64              | 3.018                 |         | 448        | 1.459      | 218        |
| 2002 | 938.060  | 2.962.016 | 31,7     | 306       | 241             | 65              | 3.065                 |         | 475        | 1.488      | 218        |
| 2003 | 954.368  | 3.034.920 | 31,4     | 329       | 261             | 68              | 2.900                 |         | 523        | 1.580      | 219        |
| 2004 | 975.033  | 3.034.020 | 32,1     | 322       | 256             | 66              | 3.028                 |         | 487        | 1.512      | 219        |
| 2005 | 762.226  | 2.186.996 | 34,9     | 268       | 223             | 45              | 2.844                 |         | 101        | 779        | 184        |
| 2010 | 861.035  | 2.432.000 | 35,4     | 373       | 271             | 102             | 2.308                 |         | 355        | 1.726      | 225        |
| 2014 | 921.489  | 3.020.800 | 30,5     | 498       | 359             | 139             | 1.850                 |         | 447        | 1.809      | 246        |
| 2017 | 976.317  | 3.269.900 | 29,9     | 571       | 414             | 157             | 1.709                 |         | 585        | 1.795      | 260        |